# フリーダ・ケリー
フリーダ・ケリー（Freda Kelly、1945年 - ）は、ブライアン・エプスタインとビートルズの元秘書。1962年から1972年まで、秘書と公式ファンクラブの代表を兼任していた。

## 経歴
1945年、フリーダ・ケリーはアイルランドのダブリンで生まれた。両親はアイルランド人である。母親はケリーが1歳半の時に癌で死去する。13歳の時、父親とダブリンのサンディマウントからリヴァプールに転居する。16歳で学校を卒業し会社のタイプ課でタイピストとして働き始める。1961年、昼休みに職場の2人の社員に誘われキャヴァーン・クラブに行き、始めてビートルズのステージを観る。そして、彼らのファンとなりランチタイムのステージに通い常連となる。ステージを190回は観たという。楽屋で会話をするうちにメンバーとも親しくなり友人となる。
1962年にブライアン・エプスタインがビートルズのマネージャーを引き受け、友人であるケリーに秘書として働くことを打診する。当時17歳のケリーは父親からは反対されたが、仕事を受けた。彼女の仕事の1つは、ビートルズの公式ファンクラブを組織化することであった。最初に公式ファンクラブを発足したのはボビー・ブラウンという女性であったが、ブラウンが代表を辞したため後を引き継いだ。最初、ファンクラブの住所を自宅の住所としていたので、ケリーの家には毎日何百通ものファンレターが殺到した。その後、ファンクラブの住所はエプスタインの事務所に変更された。ケリーはファンレターの返事を書くのに、午前3時-4時頃まで起きていることが多かったという。月刊のファンクラブ誌の発行も監督した。ビートルズの初期の頃、メンバーが頻繁にオフィスを訪れていたので、ほぼ毎日連絡を取ることができた。時間の経過とともに、メンバーと家族から信頼されるようになり、ケリーの努力と仕事は高く評価された。
1965年、エプスタインはオフィスをリバプールからロンドンに移転し、ケリーもロンドンに引っ越すつもりであったが父親に反対され辞職願を提出する。そこでエプスタインは、ケリーがリヴァプールのオフィスで仕事を継続しながら、定期的にロンドンを訪れるようにすることを申し出た。その提案をケリーの父親は承諾した。1967年のエプスタインの死後も、ケリーは秘書としてビートルズのために働き続けた。結婚して母親になった後も働き、1972年に正式に秘書の仕事を終えた。その後も3年間に渡り、ファンクラブ宛に届く手紙に返事を書き続けた。ビートルズの秘書を辞職した後、新たな秘書職に就く。

## 映画「愛しのフリーダ」
ケリーは自分の経験について本を出版するといった申し出を断り続けた。1970年代にビートルズの記念品のほとんどをファンに譲り、思い出について話すことはほとんど無かった。しかし、息子の死や孫の誕生によって心境が変化し、ドキュメンタリーの撮影に同意し映画製作者であり家族の友人であるライアン・ホワイトに依頼をした。クラウドファンディングプラットフォームのKickstarterで、制作費としてほぼ60,000ドルを調達した。
「愛しのフリーダ(Good Ol 'Freda)」の初演は、テキサス州オースティンで開催された「SXSW映画祭2013」。
映画のタイトルは、ビートルズがファンクラブ会員のために毎年作成していたクリスマス・レコード(1963年)からのものである。その録音の中で、ジョージ・ハリスンはケリーの仕事に対して感謝を表し、他の3人のビートルズは「Good old Freda!」と呼びかけている。
映画の最後にはリンゴ・スターが出演し、ケリーにメッセージを贈っている。